# オオフウチョウ
オオフウチョウ (大風鳥、学名：Paradisaea apoda、英：Greater Bird-of-paradise)は、スズメ目フウチョウ科に分類される鳥類の一種。
その羽の美しさから、別名「ゴクラクチョウ(極楽鳥)」とも呼ばれており、フウチョウ科を代表する種の一つである。学名の「パラディサエア・アポダ(Paradisaea apoda)」とは「無脚の極楽」を意味する。

## 形態
成鳥の体長は40-50cmほど(オスの飾り羽は含めない)。メスは全身褐色の地味な外見をしているが、オスは頭部に鮮やかな模様が入っているほか、脇腹には黄金色の長く大きな飾り羽が生えているのが特徴。

## 分布
パプアニューギニア、ニューギニア、インドネシア（アルー諸島）。

## 生態
オスはその飾り羽を利用し、メスに対して求愛行動を取ることで知られる。繁殖期になるとオスたちは木の枝の上に集まってグループを作り、そこで長く美しい飾り羽を広げ、声を上げて飛び跳ねながらメスを誘う。

## 人間との関わり
16世紀、探検家であるマゼラン一行がオオフウチョウの標本をヨーロッパに持ち帰ったことでその存在が知られるようになった。このとき持ち帰られたオオフウチョウの標本は、輸送時に邪魔になるため脚を切り落とされた状態で梱包されていたが、これを見た人々が「脚がないのは、一生飛び続けるためではないか」と考えたため「楽園に住む鳥(Bird of paradise)」という伝説が生まれることとなった。「極楽鳥」という別名や「無脚の極楽」を意味する学名「パラディサエア・アポダ(Paradisaea apoda)」はこれに由来する。また、飾り羽は装身具として珍重されたため、後に多くのフウチョウ類が狩られる要因となった。
その後、チャールズ・ダーウィンの協力者として知られる19世紀の博物学者アルフレッド・ラッセル・ウォレスは、ニューギニア地方アルー諸島にて、木の枝の上に集まって求愛ダンスを踊るオオフウチョウの群れを目撃しており、生きたオオフウチョウの姿を見た最初の西洋人であるとされる。

## 参照
1. 1 2 3 4  “第1回　いちばん派手！楽園から来たオオフウチョウ｜ナショナルジオグラフィック日本版サイト”.   ナショナルジオグラフィック (2013年12月25日). 2021年4月29日閲覧。
2. 1 2 3  “モバイルミュージアム　展示内容　東京大学総合研究博物館<”.   東京大学総合研究博物館 (2008年8月). 2021年5月19日閲覧。